# Peter Rock
Peter Rock (Rudolstadt, 16 dicembre 1941 – Jena, 20 giugno 2021) è stato un calciatore tedesco orientale dal 1990 tedesco, di ruolo centrocampista.